# Кулик, Владимир Алексеевич
Владимир Алексеевич Кулик (род. 1 августа 1937) — советский актёр театра и кино.

## Биография
Владимир Кулик родился 1 августа 1937 года в селе Тюхтет, Красноярского края. В 1959 году закончил Театральный институт имени Бориса Щукина. В 1959—1963 годы играл в Московском ТЮЗе. С 1964 года входил в труппу Московского театра сатиры, где работал до ухода на пенсию в 2008 году.
Получил известность как пан Регулировщик в знаменитом «Кабачке „13 стульев“», где играл в 1968—1981 годах.
Очень удачно изобразил сначала тунеядца из народа в фильме "Стучись в любую дверь", а потом советского стилягу из состоятельной семьи в кинофельетоне "Иностранцы".
На официальном сайте "Мосфильма" в фильмографии его однофамильца указан фильм "Совершенно серьёзно", в котором на самом деле играл Владимир.

## Творчество

### Работы в театре

#### Московский ТЮЗ
- «Именем революции»
- «Два клёна»

#### Театр сатиры
- «Маленькие комедии большого дома» — Юрик
- «Молчи, грусть, молчи»
- «Безумный день, или Женитьба Фигаро» — Грипсолейль

### Фильмография
1. 1955 — Сын — одноклассник Андрея (нет в титрах)
2. 1958 — Стучись в любую дверь — Димка, приятель Гены
3. 1959 — В нашем городе — Бобочка
4. 1960 — Совершенно серьёзно (новелла «Иностранцы») — Жора Волобуев, стиляга
5. 1964 — Живые и мёртвые (2-я серия) — комбат Рябченко
6. 1968—1981 — Кабачок «13 стульев» — пан Регулировщик
7. 1971 — Когда море смеётся — товарищ Рамона
8. 1971 — Офицер флота — Соколов, старшина 2-й статьи, краснофлотец
9. 1973 — Безумный день, или Женитьба Фигаро — Грипсолейль, судебный пристав
10. 1973 — Капля в море — папа Аллы (нет в титрах)
11. 1974 — Маленькие комедии большого дома (новелла «Московская серенада») — Юрик
12. 1989 — Самоубийца — эпизод
13. 1990 — Сафари № 6 — солдат
14. 2000 — Нам — 75! — горожанин